# 마우이사우루스
마우이사우루스(Mauisaurus)는 백악기 후기 지금의 뉴질랜드 지역에서 살았던 수장룡이다. 속명의 뜻은 '마우이 도마뱀'을 의미하며, 뉴질랜드에 있는 섬들을 바닷속에서 낚시를 통해 끄집어 올렸다고 전해지는 전설적인 영웅 마우이(Māui)의 이름을 따온 것이다.

## 특징

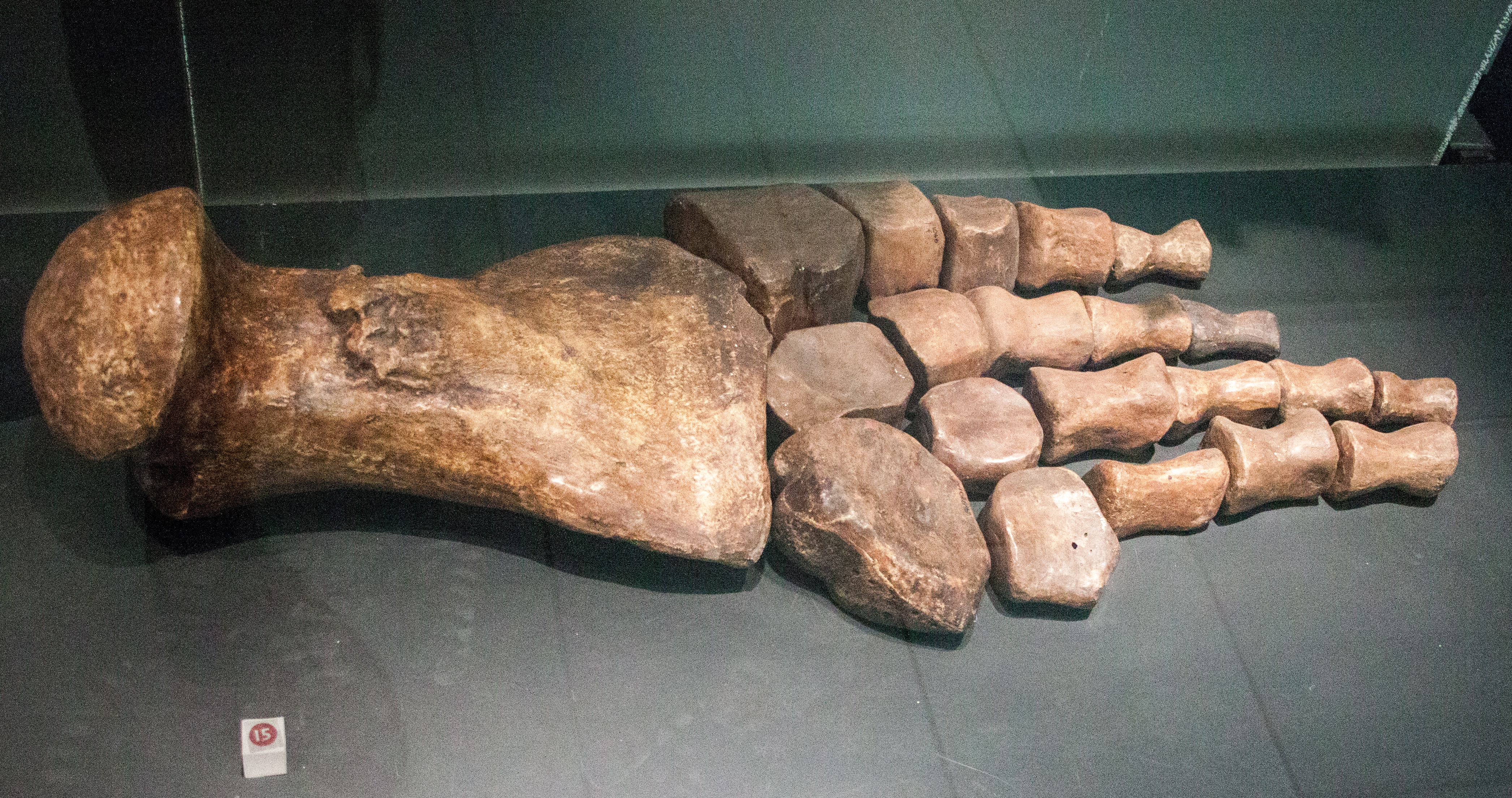
마우이사우루스의 지느러미 뼈

가까운 친척인 엘라스모사우루스처럼 길쭉하고 날씬한 체형을 가졌으며, 68개의 경추로 이루어진 긴 목을 가지고 있었다. 이 목 끝에는 날카로운 이빨이 있는 머리가 있었으며, 거대한 지느러미를 이용해 빠른 속도로 헤엄치면서 어류나 두족류를 사냥했을 것으로 추정된다.